# Trichostomum clavinerve
Trichostomum clavinerve là một loài Rêu trong họ Pottiaceae. Loài này được (Cardot & P. de la Varde) H. Whittier miêu tả khoa học đầu tiên năm 1974.